# Liste der Bridgeverbände
Diese Liste gibt einen Überblick über die Bridgeverbände weltweit.

## International
Oberstes Gremium ist der Welt-Bridgeverband (World Bridge Federation). Dieser ist in 8 Zonen aufgeteilt, denen wiederum die nationalen Bridgeverbände zugeordnet sind.
| Zonale Verbände des Welt-Bridgeverbandes | Zonale Verbände des Welt-Bridgeverbandes       | Zonale Verbände des Welt-Bridgeverbandes |
| Zone                                     | Organisation                                   | Abkürzung                                |
| ---------------------------------------- | ---------------------------------------------- | ---------------------------------------- |
| Europa                                   | European Bridge League                         | EBL                                      |
| Nordamerika                              | North American Bridge Federation               | NABF                                     |
| Südamerika                               | Confederacion Sudamericana de Bridge           | CSB                                      |
| Asien                                    | Bridge Federation of Asia & the Middle East    | BFAME                                    |
| Zentralamerika und die Karibik           | Central American & Caribbean Bridge Federation | CAC                                      |
| Asiatisch-pazifischer Raum               | Asia Pacific Bridge Federation                 | APBF                                     |
| Südpazifik                               | South Pacific Bridge Federation                | SPBF                                     |
| Afrika                                   | African Bridge Federation                      | ABF                                      |

## National

### Europa
| European Bridge League  | European Bridge League                                                    | European Bridge League |
| Land                    | Organisation                                                              | Abkürzung              |
| ----------------------- | ------------------------------------------------------------------------- | ---------------------- |
| Albanien                | Albanischer Bridge-Verband                                                | ALBF                   |
| Belgien                 | Königlich Belgische Bridge Föderation                                     | RBBF                   |
| Bosnien und Herzegowina | Bridge-Verband Bosnien und Herzegowina                                    | BHBF                   |
| Bulgarien               | Bulgarischer Bridge-Verband                                               | BuBF                   |
| Kroatien                | Kroatischer Bridge-Verband (Hrvatski Bridž Savez)                         | CrBF                   |
| Tschechien              | Tschechischer Bridge-Verband (Český bridžový svaz)                        | CzBF                   |
| Dänemark                | Dänischer Bridge-Verband (Danmarks Bridgeforbund)                         | DBf                    |
| England                 | English Bridge Union                                                      | EBU                    |
| Estland                 | Estnische Tournament Bridge League (Eesti Turniiribridžiliit)             | ETBF                   |
| Färöer                  | Bridge Verband der Faroer (Føroya Bridgesamband)                          | FBS                    |
| Finnland                | Finnischer Bridge-Verband (Suomen Bridgeliitto)                           | SBL                    |
| Frankreich              | Fédération française de bridge                                            | FFB                    |
| Georgien                | Georgian Bridge Federation                                                | GBF                    |
| Deutschland             | Deutscher Bridge-Verband                                                  | DBV                    |
| Griechenland            | Griechischer Bridge-Verband (Ελληνική Ομοσπονδία Μπριτζ)                  | ΕΟΜ                    |
| Ungarn                  | Ungarischer Bridge-Verband (Magyar Bridzs Szövetség)                      | MBSZ                   |
| Island                  | Isländischer Bridge-Verband (Bridgesamband Íslands)                       | BI                     |
| Irland                  | Irische Bridge Union                                                      | IBU                    |
| Israel                  | Israelische Bridge-Verband (התאגדות ישראלית לברידג')                      | IBF                    |
| Italien                 | Italienischer Bridge-Verband (Federazione Italiana Gioco Bridge)          | FIGB                   |
| Lettland                | Lettische Bridge Federation (Latvijas Bridža Federācija)                  | LBF                    |
| Libanon                 | Libanesischer Bridge-Verband (Fédération Libanaise de Bridge)             | FLB                    |
| Litauen                 | Litauische Bridge Association (Lietuvos Sportinio Bridžo Asociacija)      | LBA                    |
| Luxemburg               | Luxemburgischer Bridge-Verband (Fédération Luxembourgeoise de Bridge)     | FLuB                   |
| Malta                   | Maltesische Bridge Association                                            | MBA                    |
| Monaco                  | Monegassische Bridge Federation (Fédération Monégasque de Bridge)         | FMB                    |
| Niederlande             | Nederlandse Bridge Bond                                                   | NBB                    |
| Norwegen                | Norsk Bridgeforbund (Norsk Bridgeforbund)                                 | NBF                    |
| Österreich              | Österreichischer Bridgesportverband                                       | ÖBV                    |
| Polen                   | Polnischer Bridge-Sportbund (Polski Związek Brydża Sportowego)            | PBU                    |
| Portugal                | Portugiesische Bridge Federation (Federação Portuguesa de Bridge)         | FPB                    |
| Rumänien                | Rumänische Bridge Federation (Federația Română de Bridge)                 | FRB                    |
| Russland                | Russische Bridge Federation (Федерация спортивного бриджа России)         | ФСБР                   |
| Schottland              | Scottish Bridge Union                                                     | SBU                    |
| Serbien                 | Bridge-Verband von Serbien (Bridž Savez Srbije)                           | BSS                    |
| Slowakei                | Slowakischer Bridge-Verband (Slovenský bridžový zväz)                     | SvBF                   |
| Slowenien               | Slowenische Bridge-Union (Bridge Zveza Slovenije)                         | BZS                    |
| Spanien                 | Spanischer Bridge-Verband (Asociación Española de Bridge)                 | AEB                    |
| San Marino              | Bridge-Union von San Marino (Federazione Nazionale Sammarinese Bridge)    | BFSM                   |
| Schweden                | Schwedische Bridge-Union (Svenska Bridgeförbundet)                        | SBF                    |
| Schweiz                 | Schweizer Bridge-Union (Fédération Suisse de Bridge)                      | FSB                    |
| Türkei                  | Turkische Bridge-Union (Türkíye Bríç Federasyonu)                         | TBF                    |
| Ukraine                 | Ukrainische Bridge-Union                                                  | UBF                    |
| Wales                   | Welsh Bridge Union                                                        | WBU                    |
| Belarus                 | Belarussische Kontrakt Bridge Union (Белорусский союз спортивного бриджа) | BCBU                   |
| Zypern                  | Zypriotischer Bridge-Verband (Κυπριακή Ομοσπονδία Μπριτζ)                 | CyBF                   |

### Nordamerika
| American Contract Bridge League | American Contract Bridge League                           | American Contract Bridge League |
| Land                            | Organisation                                              | Abkürzung                       |
| ------------------------------- | --------------------------------------------------------- | ------------------------------- |
| Kanada                          | Canadian Bridge Federation                                | CBF                             |
| Mexiko                          | Mexican Bridge Federation (Federacion Mexicana de Bridge) | FMB                             |
| Vereinigte Staaten              | United States Bridge Federation                           | USBF                            |

### Südamerika
| Confederación Sudamericana de Bridge | Confederación Sudamericana de Bridge                                      | Confederación Sudamericana de Bridge |
| Land                                 | Organisation                                                              | Abkürzung                            |
| ------------------------------------ | ------------------------------------------------------------------------- | ------------------------------------ |
| Argentinien                          | Asociación del Bridge Argentino                                           | ABA                                  |
| Bolivien                             | Bolivianischer Bridge-Verband (Asociación Boliviana de Bridge)            | ABB                                  |
| Brasilien                            | Brasilianischer Bridge-Verband (Federação Brasileira de Bridge)           | BBF                                  |
| Chile                                | Chilenischer Bridge-Verband (Federación Chilena de Bridge)                | FChB                                 |
| Ecuador                              | Ecuadorianische Bridge-Union (Federacion Deportiva Peruana de Bridge)     | FEB                                  |
| Kolumbien                            | Colombian Bridge Association (Federación de Clubes de Bridge de Colombia) | FCB                                  |
| Paraguay                             | Paraguayischer Bridge-Verband (Asociación Paraguaya de Bridge)            | APrB                                 |
| Peru                                 | Peruanische Bridge-Union (Federación Deportiva Peruana de Bridge)         | FDPB                                 |
| Uruguay                              | Bridge-Verband Uruguay (Asociación Uruguaya de Bridge)                    | AUB                                  |
| Venezuela                            | Venezolanische Bridge-Union (Federación Venezolana de Bridge)             | FVB                                  |

### Asien
| Bridge-Föderation von Asien & dem Mittleren Osten | Bridge-Föderation von Asien & dem Mittleren Osten | Bridge-Föderation von Asien & dem Mittleren Osten |
| Land                                              | Organisation                                      | Abkürzung                                         |
| ------------------------------------------------- | ------------------------------------------------- | ------------------------------------------------- |
| Bahrain                                           | Bahrainisches Bridge-Komitee                      | BBC                                               |
| Bangladesch                                       | Bridge-Union Bangladesch                          | BngBF                                             |
| Indien                                            | Indische Bridge-Union                             | BFI                                               |
| Jordanien                                         | Jordanische Bridge-Union (للإتحاد الأردني للبردج) | JBA                                               |
| Katar                                             | Katarischer Bridge-Verband                        | QBA                                               |
| Kuwait                                            | Kuwait Mind Sports Association                    | KMSA                                              |
| Pakistan                                          | Pakistanische Bridge-Union                        | PBF                                               |
| Palästina                                         | Bridge-Union Palästina                            | PaBF                                              |
| Saudi-Arabien                                     | Bridge-Union Saudi-Arabien                        | SdABF                                             |
| Sri Lanka                                         | Bridge-Union Sri Lanka                            | BFSL                                              |
| Syrien                                            | Syrischer Bridge-Verband                          | SBA                                               |
| Vereinigte Arabische Emirate                      | Bridge-Verband der Vereinigten Arabischen Emirate | UAEBF                                             |

### Zentralamerika und die Karibik
| Zentralamerikanisch und Karibische Bridge Föderation | Zentralamerikanisch und Karibische Bridge Föderation                                      | Zentralamerikanisch und Karibische Bridge Föderation |
| Land                                                 | Organisation                                                                              | Abkürzung                                            |
| ---------------------------------------------------- | ----------------------------------------------------------------------------------------- | ---------------------------------------------------- |
| Barbados                                             | Barbados Bridge League                                                                    | BrBL                                                 |
| Bermuda                                              | Bermuda Bridge Federation                                                                 | BrmBF                                                |
| Costa Rica                                           | Bridge Association of Costa Rica (Asociación Recreativa Nacional de Bridge de Costa Rica) | ARNB                                                 |
| Grenada                                              | Grenada Bridge Federation                                                                 | GrBF                                                 |
| Guadeloupe                                           | Bridge-Union Guadeloupe (Comité de Bridge de Guadeloupe)                                  | GuBF                                                 |
| Guatemala                                            | Bridge-Verband Guatemala (Asociación Guatemalteca de Bridge)                              | AGB                                                  |
| Jamaika                                              | Jamaica Bridge Association                                                                | JaBA                                                 |
| Kuba                                                 | Kubanischer Bridge-Verband                                                                | CBA                                                  |
| Martinique                                           | Martinique Bridge Distrikt (District de Bridge de la Martinique)                          | DBM                                                  |
| Panama                                               | Panamaischer Bridge-Verband (Asociación Panamena de Bridge)                               | APnB                                                 |
| Suriname                                             | Suriname Bridge League (Surinaamse Bridge Bond)                                           | SBB                                                  |
| Trinidad und Tobago                                  | Trinidad & Tobago Contract Bridge Association                                             | TTCBA                                                |
| Amerikanische Jungferninseln                         | Virgin Islands Bridge Federation                                                          | VIBF                                                 |

### Asiatisch-pazifischer Raum
| Asiatisch Pazifische Bridge Föderation | Asiatisch Pazifische Bridge Föderation                                    | Asiatisch Pazifische Bridge Föderation |
| Land                                   | Organisation                                                              | Abkürzung                              |
| -------------------------------------- | ------------------------------------------------------------------------- | -------------------------------------- |
| Volksrepublik China                    | Chinesischer Kontrakt Bridge-Verband (中 国 桥 牌 网)                     | CCBA                                   |
| Chinesisch Taipeh                      | Kontrakt Bridge Verband Taipeh                                            | CTCBA                                  |
| Hongkong                               | Hong Kong Kontrakt Bridge Verband                                         | HKCBA                                  |
| Macau                                  | Macau Kontrakt Bridge Verband                                             | MCBA                                   |
| Indonesien                             | Indonesischer Kontrakt Bridge-Verband (Gabungan Bridge Seluruh Indonesia) | IBA                                    |
| Japan                                  | Japan Contract Bridge League                                              | JCBL                                   |
| Südkorea                               | Korea Contract Bridge League (한국 브리지 협회)                           | KCBL                                   |
| Malaysia                               | Malaysischer Kontrakt Bridge-Verband                                      | MCBA                                   |
| Philippinen                            | Philippine Tournament Bridge Association                                  | PTBA                                   |
| Singapur                               | Kontrakt Bridge-Verband Singapur                                          | SCBA                                   |
| Thailand                               | Thailand Bridge League                                                    | CBLT                                   |
| Osttimor                               | Timor Leste Contract Bridge Federation                                    | TLCBA                                  |

### Südpazifik
| South Pacific Bridge Federation | South Pacific Bridge Federation             | South Pacific Bridge Federation |
| Land                            | Organisation                                | Abkürzung                       |
| ------------------------------- | ------------------------------------------- | ------------------------------- |
| Australien                      | Australian Bridge Federation                | ABF                             |
| Französisch-Polynesien          | Fédération de Bridge de Polynésie Française | FBPF                            |
| Neukaledonien                   | New Caledonia Bridge Federation             | NCBF                            |
| Neuseeland                      | New Zealand Bridge Inc.                     | NZB                             |

### Afrika
| Afrikanische Bridge Föderation | Afrikanische Bridge Föderation        | Afrikanische Bridge Föderation |
| Land                           | Organisation                          | Abkürzung                      |
| ------------------------------ | ------------------------------------- | ------------------------------ |
| Botswana                       | Botswana Bridge Federation            | BtBF                           |
| Ägypten                        | Ägyptische Bridge-Union               | EBF                            |
| Kamerun                        | Cameroon Bridge Association           | CBA                            |
| Kenia                          | Kenya Bridge Association              | KBA                            |
| Madagaskar                     | Fédération Malgache de Bridge         | FMaB                           |
| Marokko                        | Fédération Royale Marocaine de Bridge | FRMB                           |
| Nigeria                        | Nigerian Bridge Association           | NBA                            |
| Réunion                        | District de Bridge de la Réunion      | DBR                            |
| Südafrika                      | South African Bridge Federation       | SABF                           |
| Tunesien                       | Fédération Tunisienne de Bridge       | FTB                            |
| Sambia                         | Zambia Bridge Federation              | ZBF                            |
| Simbabwe                       | Zimbabwe Bridge Union                 | ZBU                            |